# Rezerwat przyrody Torfowisko nad jeziorem Polgoszcz
Rezerwat przyrody Torfowisko nad jeziorem Polgoszcz – postulowany rezerwat torfowiskowy (o powierzchni 12 ha) na obszarze Wdzydzkiego Parku Krajobrazowego w gminie Karsin. Ochronie rezerwatu podlega torfowisko niskie przy jeziorze Palgórz. Występują tu liczne stanowiska skalnicy torfowiskowej. Najbliższą miejscowością jest Przytarnia.